# Francis Coster
Francis Coster (en latín: Franciscus Costerus) (Malinas, 16 de junio de 1532 - Bruselas, 16 de diciembre de 1619) fue un jesuita, teólogo y escritor flamenco.

## Vida
Frans de Costere fue recibido en la Compañía de Jesús por San Ignacio el 7 de noviembre de 1552. Cuando aún era joven, fue enviado a Colonia (Alemania occidental) donde dio conferencias sobre Sagrada Escritura y astronomía, logrando en poco tiempo reputación como profesor. El 10 de diciembre de 1564, la universidad de Colonia le concedió el grado de Doctor en Filosofía y Teología.
Siempre estuvo dispuesto a defender la enseñanza de la Iglesia Católica, que en aquel período estaba comprometida en la lucha con las "nuevas ideas" protestantes, logrando el retorno de antiguos fieles al catolicismo. Fue durante dos mandatos provincial de la provincia jesuita de Bélgica, durante un período provincial de la del Rin, y asistió a tres Congregaciones Generales de su orden.
En 1575 fue llamado a Colonia para dirigir el Colegio de las Tres Coronas, después de que su anterior rector fuera asesinado. Mientras estuvo allí estableció dos asociaciones locales, la Congregación del Santísimo Sacramento y la Congregación de la Santísima Virgen.

## Obras
El catálogo de sus escritos (De Backer, I, 218) menciona cuarenta y dos títulos. Incluyen obras sobre temas ascéticos, meditaciones sobre la Santísima Virgen María y sermones sobre el Evangelio para cada domingo del año.
Probablemente el más famoso fue su "Enchiridion controversiarum præcipuarum nostri temporis de Religione" (Colonia, 1585, 1587, 1589, 1593). Posteriormente fue revisado y ampliado por su autor en 1596, 1605, 1608; y fue traducido a varios idiomas.
Ante los ataques hechos contra su obra por escritores protestantes, como Philip Marbach, Franciscus Gomarus o Lucas Osiander, Coster elaboró sus alegatos correspondientes. Sus obras dirigidas contra estos oponentes se titulan: "Liber de Ecclesiâ contra Franciscum Gommarum" (Colonia, 1604); "Apologia adversus Lucæ Osiandri hæretici lutherani refutationum octo propositionum catholicarum" (Colonia, 1606); "Annotationes in N. T. et in præcipua loca, quæ rapi possent in controversiam" (Amberes, 1614).